# إدغار توريس بالتازار
إدغار توريس بالتازار هو سياسي مكسيكي، ولد في 25 يوليو 1965 في مدينة مكسيكو في المكسيك. نشط حزبياً في حزب الثورة الديمقراطية. وقد انتخب عضو مجلس النواب المكسيك ‏.